# Bettahalli Kaval, Kanakapura
Bettahalli Kaval là một làng thuộc tehsil Kanakapura, huyện Ramanagara, bang Karnataka, Ấn Độ.